# +N
+N var en svenskspråkig datorspelstidning som ägdes och drevs av RESET Media. Det var Sveriges första renodlade Nintendotidning sedan den förut Nintendoexklusiva Super Power (numera Super PLAY) 1995 gjorde en omstrukturering och blev en så kallad multiformatstidning där fler än bara ett företags spel och spelmaskiner behandlas.
De format som togs upp i +N var Nintendos nuvarande spelmaskiner, framför allt Wii, Nintendo DS och Game Boy Advance, samt äldre och utdaterade spel och maskiner.
Premiärnumret gavs ut den 9 januari 2007. Tidningen planerades att ges ut varannan månad, sex nummer per år. Tidningen lades ned efter att ha kommit ut med fem nummer.